# Sony Ericsson Xperia X10

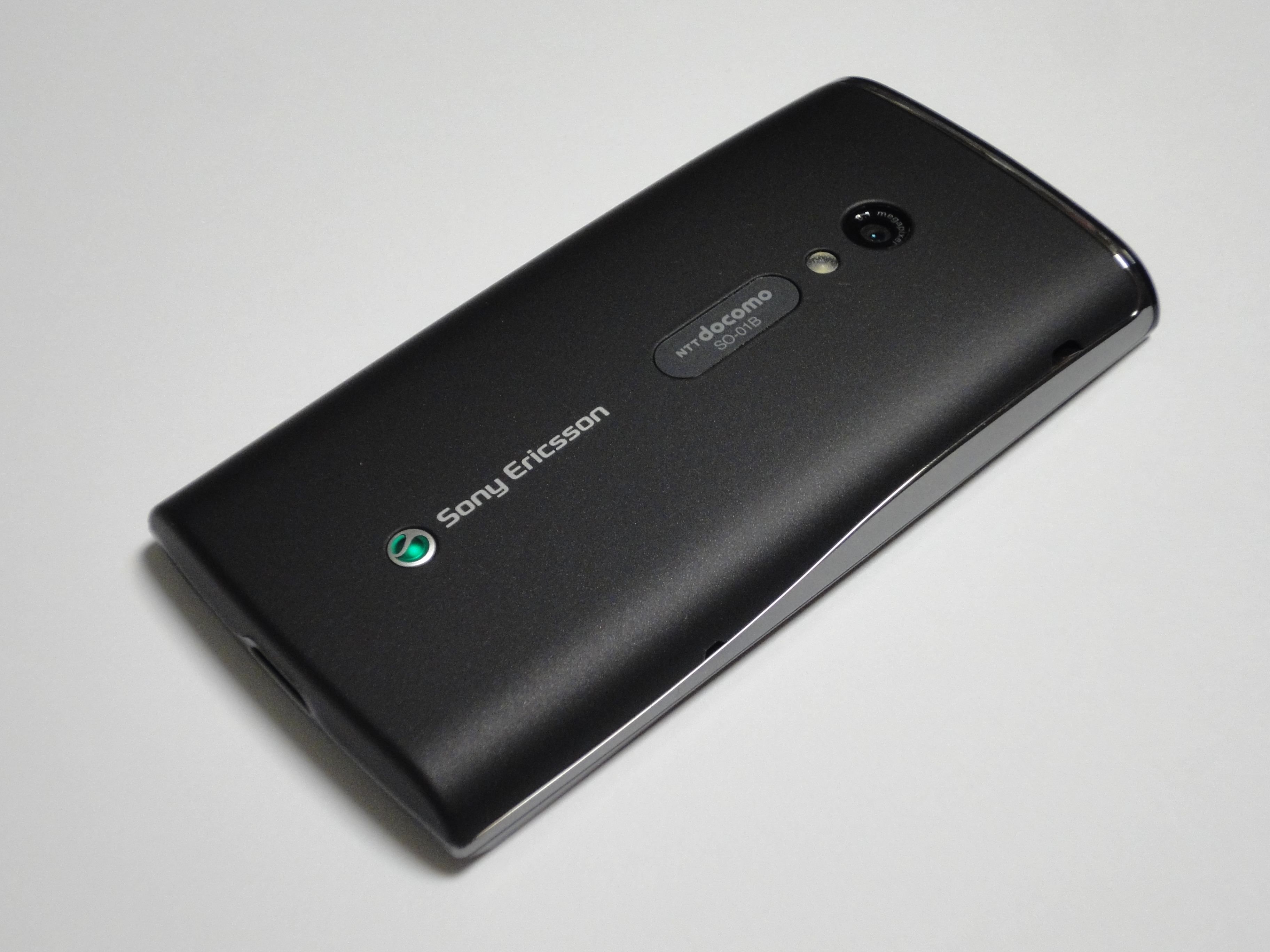
Retro del Sony Ericsson Xperia X10

Il Sony Ericsson Xperia X10 è uno smartphone di fascia alta del 2010 nella serie Xperia progettato dalla Sony Ericsson.
È stato il primo smartphone Sony Ericsson a eseguire il sistema operativo Android. Il telefono è stato fornito con Android 1.6 Donut, con l'aggiornamento a 2.1 Eclair che è stato reso disponibile a partire dal 31 ottobre 2010, con un graduale rilascio internazionale. Originariamente, Sony Ericsson ha dichiarato che l'X10 non avrebbe ricevuto un aggiornamento a Android 2.2 Froyo, ma il telefono è stato successivamente aggiornato a 2.3.3 Gingerbread con il rilascio a partire dal 29 luglio 2011.
Il telefono dispone di una fotocamera da 8,1 MP e una CPU Qualcomm Snapdragon da 1 GHz . Il suo schermo ha una risoluzione widescreen da 480 x 854 pixel. Fa uso di HSPA (3G +) per la sua connessione mobile, offrendo velocità di download superiori a 7,2 Mbit/s. La piattaforma UX presenta due applicazioni che consentono all'utente di consolidare tutte le loro comunicazioni e media, rispettivamente, Timescape e Mediascape.